# La Tour-d’Auvergne
La Tour-d’Auvergne település Franciaországban, Puy-de-Dôme megyében. Lakosainak száma 631 fő (2022. január 1.). La Tour-d’Auvergne Saint-Sauves-d’Auvergne, Bagnols, La Bourboule, Chastreix, Mont-Dore és Tauves községekkel határos.

## Népesség
A település népességének változása:
| Lakosok száma | 653  | 648  | 674  | 640  | 635  | 643  | 629  | 626  | 631  |
|               | 2013 | 2015 | 2016 | 2017 | 2018 | 2019 | 2020 | 2021 | 2022 |